# Plutonaster jonathani
Plutonaster jonathani is een kamster uit de familie Astropectinidae.
De wetenschappelijke naam van de soort werd in 2000 gepubliceerd door Helen Shearburn Clark & Donald George McKnight.